# アカイロトリノフンダマシ
アカイロトリノフンダマシ Cyrtarachne yunoharuensis Strand はコガネグモ科のクモの1種。トリノフンダマシ類の1つ。腹部は赤くて白い斑紋が並び、テントウムシのようにも見える。

## 特徴
体長は雌で5mm、雄では1mm。以下、雌の形態を記す。頭胸部は中央が盛り上がっている。目は8眼が2列に並び、前後の中央の眼を囲んだ方形(中眼域)はほぼ正方形で、両端の眼(側眼)は前後がほぼ接している。腹部は横幅の方が広くて前後に3・2・2と筋点が並ぶのが明瞭に見える。雄はごく小さく、腹部は黄褐色に暗褐色の紋がある。
背甲と歩脚は黄褐色で胸板は赤褐色だが目立つのは腹部で、全体に赤く、そこに白い斑紋が前の縁沿い中程に前後2対、中央両端に1対、中央中程に前後して2対、そして腹部後端中程に1対、合計6対ある。ただし中程両端と中程真ん中寄りの前後2対は前後がつながる場合がある。さらに中程両端の大きい白斑の中、両端の一番突き出した部分に黒い斑紋があり、まるで目のようにも思える。また腹部下面も赤い。ただし体色には大きな変異があり、後述する。

### 色彩の意味
本種の標準型の体色はかなり目を引くものである。これをテントウムシに見えるとの声がある。テントウムシというと一般的には赤に黒い斑紋を想像するかもしれないが、黄色に白い斑紋を持つ種もたとえばシロホシテントウなど複数の種がある。テントウムシは一般に毒があり、擬態の対象になりやすいものであり、本種はそれらのテントウムシに擬態していると考えられる。ただし赤の地に白い斑紋を持つものは日本にはいないようである。なお別属ながら近縁属のサカグチトリノフンダマシ Paraplectana sakaguchii は黄色に白い水玉模様で、それに腹部がとても丸く、よりテントウムシに似ている。

### 色彩変異
上記のように腹部が全体に赤く、その上に白い斑紋6対と1対の黒い斑紋を持つのが本種の標準的な体色である。しかし全く異なる体色の変異が知られている。1つは標準の斑紋そのままで、地色の赤い部分が全部黒褐色となるものである。普通の型に比べると見ることは希である。これは斑紋が同じなのでアカイロトリノフンダマシであることは比較的わかりやすい。
もう1つは腹部に通常型に見られる斑紋がすべてなく、一様に黒く、しかし腹部後方が赤みを帯びる、というものである。これは古くは別種と考えられ、ソメワケトリノフンダマシ C. indutus Yaginuma の名で呼ばれていた。1960年当時はその分布域は四国のみで、その後他の場所からも発見される。しかし八木沼(1969)でもまだ希少種の扱いで『日本であまりとれていない珍しいクモ』という章でわざわざ取り上げられている。しかし本種と同様にエーテルっぽい匂いを発することや卵嚢の形が同じであることなどが発見され、そのようなことから確認された。

## 生態など
里山から山地の草原に見られる。成体の出現は6-9月。昼間は樹木や笹など草本の葉裏に静止している。特にススキの葉裏に見ることが多い。雄は雌のそばに待機しているのが見られる。暗くなると活動を始め、樹木や草の間に円網を張り、翌朝には壊してしまう。獲物となるのは主にガ類である。
網は水平の円網で、網目が粗くて横糸が同心円状に張られるのはトリノフンダマシ類の特徴であるが、本種の網はこの類では小さい方で、直径は約20cm。網の構成は平均値で縦糸10、横糸6、枠糸4であった。
産卵期は7-8月で、卵嚢は紡錘形で黄褐色を呈する。雌はこれを夜に作り、枝葉などに吊り下げる。卵嚢中の卵の数は180-280個で、卵嚢を一個しか作らない雌が多い。
生きているものを管瓶に入れているとエーテル様の匂いがするという。

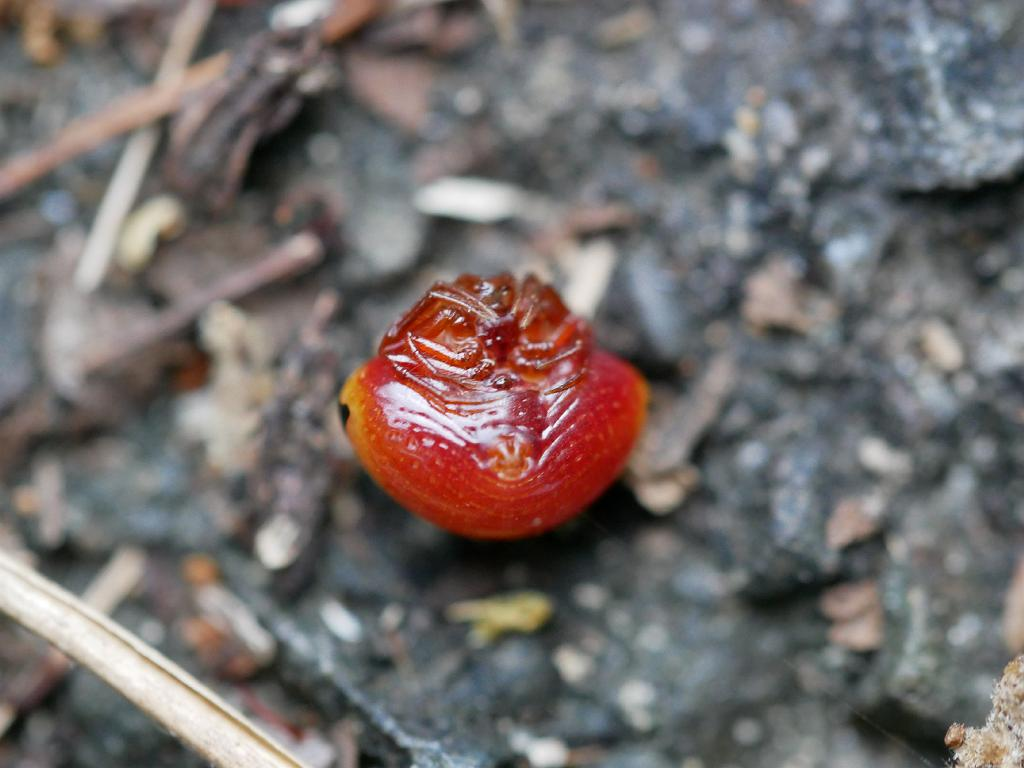
腹面の様子
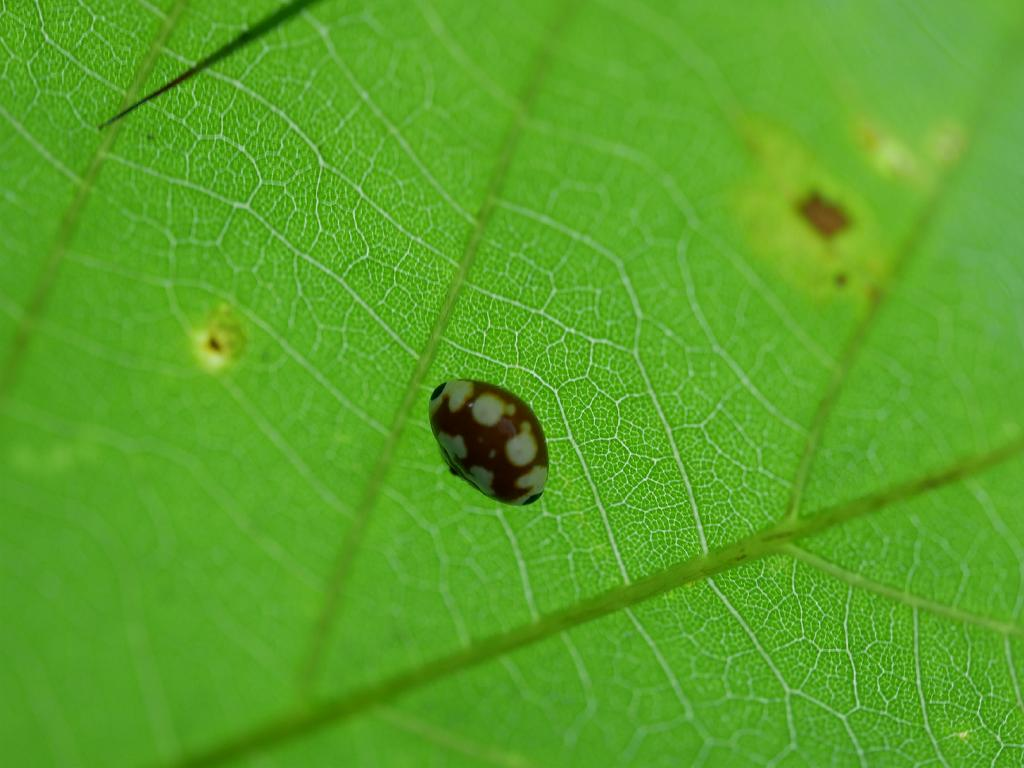
葉裏に止まっている様子
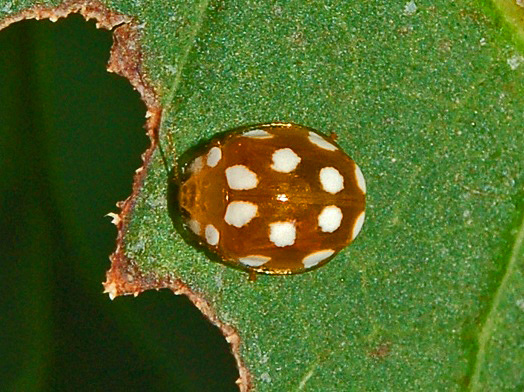
参考 シロホシテントウ

## 分布
日本では本州、四国、九州に、国外では台湾、韓国、中国から知られる。

## 類似種など
トリノフンダマシ属は日本に4種知られるが、腹部の斑紋が明確に違うため、普通は簡単に見分けがつく。ただし本種のソメワケ型があるようにシロオビトリノフンダマシ C. nagasakiensis には腹部が無地の黒になる型(クロ型)があり、これは本種のソメワケ型と判別が難しい場合がある。他の2種は腹部の形も違うが、この2つは輪郭も似ており、最終的には生殖器で判断する必要がある。雄に関してはこの類の雄はすべて小さくて特徴が不明確なので蝕肢器官の特徴を見なければならない。